# Савар, Феликс
Феликс Савар (фр. Félix Savart; 30 июня 1791, Мезьер — 16 марта 1841, Париж) — французский физик. Знаменит своими научными исследованиями, главным образом, в области акустики.

## Биография
Работал врачом в Страсбурге (1816), затем преподавателем физики в одном частном учебном заведении в Париже и, наконец, консерватором физического кабинета в Коллеж де Франс.
В учебниках физики упоминается зубчатое колесо Савара, служащее для определения числа колебаний звучащего тела, а также простое приспособление для нахождения положений узлов и пучностей в звучащих трубках; оно состоит из натянутой на деревянное кольцо перепонки, на которую насыпается песок, и которая на нитках опускается внутрь вертикальной трубы.
Его опыты направлены были преимущественно на изучение условий резонанса и передачи звуковых колебаний в различных телах. На основании этих опытов и теоретических соображений он создал особой формы скрипку, которая, однако, не нашла применения в музыке. Скрипка построенная по его принципам в форме гробового ящика и встретившая даже некоторое одобрение со стороны комиссии Парижской академии, не побудила скрипичных мастеров отказаться от подражания старым итальянским мастерам и строить свои инструменты на теоретических началах Савара. Устройству струнных инструментов он посвятил отдельный труд («Mémoire relatif à la construction des instruments a cordes et à archet», 1819).
Кроме того, Савар много времени посвятил вопросу о пределах слышимости тонов. В результате опытов он обнаружил, что тон в 30000 колебаний в секунду слышится почти всеми; 33000 же колебаний в секунду слышат уже немногие. Притом тона, колебания которых превосходят 16000 колебаний в секунду, уже не различаются ухом между собой и поэтому не могут употребляться в музыке. Верхним пределом слышимости Савар считал 96000 колебаний в секунду (другие определяли этот предел в 80000 и даже 70000 колебаний). Для нижнего предела он принимал 14—16 колебаний.
Проводил исследования по звучанию труб, в которые введено пламя или из которых вытекает тонкая струя жидкости. Принимал участие в опытах Био по изучению взаимодействия электрического тока и магнитного поля; результатом этих опытов было установление закона Био — Савара — Лапласа.
Хотя Савар и не внёс в науку ничего особенно крупного, благодаря его многочисленным и остроумным исследованиям его имя пользуется довольно значительной и вполне заслуженной известностью.
Умер в Париже 16 марта 1841 года.